# 神凰拳
『神凰拳』（しんおうけん）は、SAURUSが製作、SNKが1996年にアーケード向けに発売された対戦型格闘ゲームである。カートリッジ版の容量は338MB。1996年にはネオジオCD用ソフトとしても発売され、1997年にはセガサターンにも移植されている。また2011年10月18日にWiiのバーチャルコンソール向けに配信され、2019年1月3日にはアケアカNEOGEOの1作品としてNintendo Switchで、同年1月10日にはPlayStation 4とXbox Oneで、同年8月30日にはWindows 10で、2023年8月3日にはiOSとAndroidでそれぞれ配信された。そのほか、2025年4月10日発売ののNintendo Switchパッケージソフト『アケアカNEOGEO セレクション Vol.4』にアケアカNEOGEO版と同等の内容のものが収録されている。

## 概要
登場キャラクターは全て世界の様々な神話に登場する神々や魔物がモチーフとなっている。
また、本作のグラフィックにはプリレンダリングが採用されており、3DCGモデルを撮り込んでいる。ゲーム内容は2Dでありながらキャラクターは3Dの様な奥深い演出が特徴となっている。

## ゲーム内容
本作に登場するキャラクター達には、風、水、雷、火の4種類の属性から1キャラクターにつき2種類備わっており、必殺技および天変地異技（超必殺技）にはそのどちらか、または両方の属性が設定されている。
ゲージ溜め動作により各キャラ固有属性の天変地異ゲージが溜まっていき、MAXまで溜まると天変地異状態となり同属性の必殺技が強化される。また天変地異中には天変地異アイテムが降り注ぎ、最大で3個までストックする事が出来る。天変地異アイテムを1つ消費する事で天変地異技、3つ全て消費することで天変地異技を超える超神拳技が使用可能となる。
ヒットした相手を浮かせる事が出来る上昇攻撃、空中から急降下する下降攻撃の存在など攻撃は強力であるが、ガード硬直を解除する連続ガードと呼ばれるシステムが存在し防御側が有利なシステム設計となっている。

### ストーリー
天界を支配する至高神アークオリオンは、新たな天界「地球」創造のため、現在の天界を誰かに託そうと天界統治権の譲渡を目的とした天下統一兼争奪戦を神王の名のもとに開催。大会には8柱の神々が名乗りをあげた。

争奪戦を勝ち抜いた神にアークオリオンは最後の試練として、真なる強者は自分自身に打ち勝たなければならないとして、優勝者の戦闘能力をコピーした人形をけしかける。優勝者はコピー人形を打ち倒し強さを証明し、アークオリオンがその強さを讃えた直後にアークオリオンの隙を狙っていた魔王ルシファーの奇襲を受けてアークオリオンは倒れてしまう。天界を魔王の好きにさせるわけにはいかないと優勝者が魔界に乗り込み魔王を打倒する。天界に戻ると改めて傷の癒えたアークオリオンより改めて天界統治権を与えられるが優勝者は辞退し大会は終了した。

## 登場キャラクター

### 通常キャラクター
「破壊神」スサノオ
1025歳。かつて天界で破壊の限りを尽くし、アークオリオンに討伐された魔竜ドルーガーがアークオリオンの力により神将として新たな生を受けた姿。神王アークオリオンとその娘クシナダとは良好な仲を築いている。
属性：雷、火
「斉天大聖」孫悟空
824歳。霊峰「火華山」に座し、天界に仇なす者を討伐する任を受けている神将。天界は平和そのもので自らの力を振るう場面もなく退屈していたため、大会への参加を決意する。
属性：風、火
「酒の神」酒天童子
2034歳。何者かに呪われ酒へと姿を変えてしまった息子の呪いをアークオリオンなら解く事が出来るのではないかと思い大会に参加する。
属性：火、水
「死神」イグレット
719歳。生きた鎌オベロンを相棒に死者の魂を導くことを自らの仕事と考える死神。常時顔を覆う仮面を着用しており、性別は不詳とされている。
最近、肉体に魂が残されていない死者が多く、魂ごと消滅させられているらしい事を突き止め、そのような力を使う者には裁きを下さなければならないと神々が集まる大会に参加する。
属性：雷、火
「人魚姫」シーナ
519歳。海王神ネプチューンの娘であり、かつての冒険で見つけた三又の槍「神槍リヴァイアサン」を手に冒険感覚で大会に参加する。死神イグレットの数少ない友人の1人でもある。
属性：風、水
「福の神」弁財天
521歳。神将の1人で福を司っているが、現状は福を与える事よりも自身が福を手に入れる事に執着している。天界の支配権ではなく天界一の宝を目的に大会に参加する。
属性：雷、風
「雷神」チチ&「風神」ネネ
312歳。イタズラ好きの双子の姉妹。幼いながらに既に神将の位にあるが、本大会では2柱で1柱扱いとなっている。面白そうだからと大会に参加する。
風雷神は対であるべきだが、ごつい男2人組ではズルいので2人で一人前の子供に変更し、それであれば可愛い方がいいという考え、経緯で女の子2人組のキャラとなった。超神拳技では2人が合神し「風雷神」として1柱の神の姿となる。
属性：雷、風
「貧乏神」紊天
5072歳。アークオリオンの古い友人。貧乏神であるが、その仕事は美しい女性のお尻を触る事であると考え桃の精霊のお尻を触る毎日を過ごしている。桃の精霊に聞かせる話のタネにするつもりなのか大会に参加する。
属性：水、風

### ボスキャラクター
「神王」アークオリオン
今の天界に代わる新たな天界「地球」を創造するために天界統治の権利をかけた本大会を開催した至高神。大会を勝ち抜いだ優勝者に最後の試練として自分自身に打ち勝てと優勝者のコピー体を仕掛けてくる。ゲームとしては同キャラ戦という形となるため、プレイヤーが使用する事は出来ない。
「魔神」ベヒモス
2021歳。魔王の右手から生み出された魔神。ドルーガーと並ぶ破壊の化身。自らを生み出した魔王に対する忠誠心も無く破壊を楽しむ。忠誠心は無いが魔王が親しい存在ではあると思っており、イーリスの事は嫌っている。
本作の声優は社員含め素人が担当しているが、本キャラクタ―の声はライオンが担当している。
属性：雷、火
「サキュバス」イーリス
2021歳。魔王の左手から生み出された魔神。残酷ではあるが邪悪性は薄くドルーガーに憧れる乙女でもある。魔王の命令に従う事に疑問を感じはじめ光あふれる天界に憧れ、ベヒモスともども天界へと侵攻する。
属性：雷、風
「魔王」ルシファー
ドルーガーやベヒモスなどの魔神や邪神を生み出した6枚の巨大な翼を背にもつ出自不明の存在。アークオリオンともども年齢不詳。本作の最終ボス。プレイヤーが使用した場合、アークオリオン戦は発生せず最終戦が同キャラ戦となり、その名義はルシファーの兄ギルファーとなる。
属性：雷、火

## 評価
Neo Geo AES版はエレクトロニック・ゲーミング・マンスリーの4人のレビュアーは10点中4.675でクリスピン・ボイヤーの反応は抑えられたものだったが他3人は特に低評価でショーン・スミスとスシ-Xはキャラクターのガタガタした挙動とそれぞれの動きにタイムラグがあるため退屈に感じたとした。
ネオジオフリークが1997年に同誌で行ったネオジオゲームツインレビューでは5、5の10点。レビュアーのうち1人はシステムは独特で空中ダッシュで飛び道具により固め防止やジャンプからの攻撃が豊富になっていてそれなりに成功していると感じるがキャラがより多ければもっと楽しめたとし、もう1人は音楽が耳に残りグラフィックが綺麗で天変地異技と超神拳技が派手なのがいい、だがガードしたとわかった後でも間に合う連続ガードが強力過ぎるため対人戦はシビアだとした。